# Wehrgraben (Befestigung)

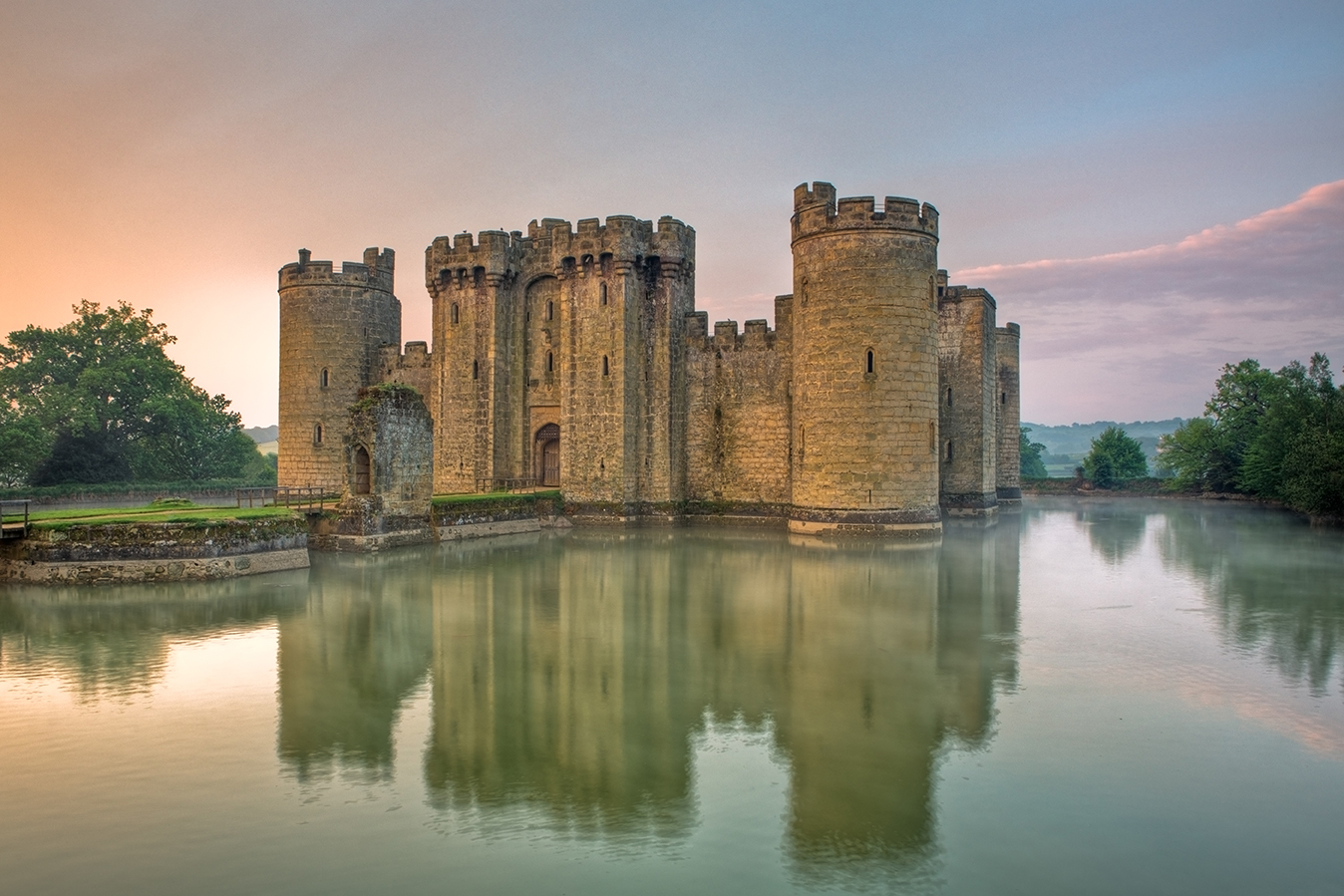
Wassergraben des Bodiam Castle in England

Ein Wehrgraben ist ein Schutzbau und Annäherungshindernis für eine Befestigung.
Gräben als Schutz werden neben Wallanlagen sowie Hecken und Palisaden nachweislich schon seit Beginn der Entwicklung fester Siedlungen verwendet. Gräben finden sich aber auch bei Feldbefestigungen.
Wehrgräben werden typischerweise so breit und tief angelegt, dass sie von einem Angreifer nicht einfach überwunden werden können. Meist sind sie mit anderen Annäherungshindernissen in der Tiefe gestaffelt.
Historisch gehören sie zum militärischen Sappeurwesen, heute allgemein zu den Aufgaben der Pioniertruppe.
Formen technischer Ausführung sind:
- Trockener Wehrgraben
- Wassergraben

Spezielle Anwendungsfälle sind beispielsweise:
- Burggraben, Annäherungshindernis vor einer mittelalterlichen Burg
- Festungsgraben, Annäherungshindernis vor einer Festung
- Stadtgraben, Annäherungshindernis um eine befestigte Stadt
- Schützengraben, als Deckung für die Infanterie
- Panzergraben, Annäherungshindernis für Panzer

Historische Spezialgebiete:
- Römischer Spitzgraben – bei antiken römischen Befestigungen
- Landwehr, Landgraben – eine befestigte Grenze